# José Luís Cabrita
José Luís Cabrita (Silves, 23 de Dezembro de 1930 - Silves, Agosto de 2018), foi um político, contabilista e arqueólogo português.

## Biografia

### Nascimento
José Luís Cabrita nasceu em 23 de Dezembro de 1930, na freguesia de Silves, no concelho com o mesmo nome.

### Carreira política e profissional
A sua ocupação principal foi como Técnico Oficial de Contas.
Após a Revolução de 25 de Abril de 1974, que restaurou a democracia em Portugal, integrou-se na Comissão Administrativa da Câmara Municipal de Silves, que entrou em funções em 19 de Junho daquele ano, tendo feito parte daquele órgão até Novembro de 1975. José Luís Cabrita exerceu como vereador da Câmara Municipal de Silves entre 1986 e 1989, tendo sido eleito pelas listas da coligação Aliança Povo Unido. Presidiu à Associação de Património Histórico-Cultural de Silves, tendo sido um dos proponentes para a recuperação do imóvel onde tinha sido descoberta uma cisterna árabe, em Silves, e a sua adaptação para o Museu de Arqueologia. Também contribuiu com diversas peças para o espólio do museu. Durante o seu mandato como vereador, foi responsável pela preservação e restauro de vários monumentos no concelho, como a cisterna árabe e o Menir dos Gregórios, e pela instalação do Museu Arqueológico. Também convidou vários investigadores para estudarem o património de Silves, como José Hermano Saraiva, Caetano de Mello Beirão, Carlos Penalva, Rosa Varela Gomes e Mário Varela Gomes. Incentivou igualmente o estudo da história entre a população local mais jovem, tendo a autarquia financiado, por sua iniciativa, várias licenciaturas em história e em arqueologia, e organizado vários cursos sobre o património cultural do concelho.
Estimulou a realização de pesquisas arqueológicas na cidade de Silves, tendo participado em algumas delas, como por exemplo no Castelo de Silves, onde foi o primeiro investigador a identificar vários materiais e estruturas do período islâmico, e na Necrópole de Benaciate, onde descobriu várias estelas. Também fez investigações na área da numismática, especialmente sobre as moedas da primeira dinastia, tendo lançado algumas obras sobre aquele tema.
Estudou igualmente a história mais recente de Silves, com destaque para os movimentos de trabalhadores da indústria corticeira no concelho, tendo editado vários artigos sobre esses temas, no periódico Terra Ruiva.

### Falecimento e homenagens
José Luís Cabrita faleceu em Agosto de 2018, na cidade de Silves. Deixou uma viúva e vários filhos. O seu funeral teve lugar em 31 de Agosto.
Na sequência do seu falecimento, a autarquia de Silves emitiu uma nota de pesar, onde destacou as suas investigações no campo da arqueologia, e pelos seus esforços na defesa da cultura e da democracia no concelho.